# کارل لانگه
کارل لانگه(۱۹۰۰-۱۸۳۴) پزشک و روان شناس دانمارکی بود . او و ویلیام جیمز هر یک به‌طور جداگانه نظریه موسوم به نظریه احساسات جیمز-لانگه را گسترش دادند. 